# Estación de Islas Filipinas
Islas Filipinas es una estación de la línea 7 del Metro de Madrid (España) situada bajo la calle Cea Bermúdez, entre la Plaza de Cristo Rey y la intersección con la avenida de Filipinas, en el distrito de Chamberí.

## Características
La estación abrió al público el 12 de febrero de 1999. Es la estación más cercana a los hospitales Clínico San Carlos y Fundación Jiménez Díaz, junto con Moncloa. También tiene mucho interés ya que es usada por muchos usuarios de la línea 7 para llegar al intercambiador de Moncloa sin necesidad de transbordos, puesto que solo dista 600 metros del mismo.
En las cercanías se encuentra la plaza de Cristo Rey, la cual conforma un pequeño área intermodal con varias líneas de autobús urbanas.

## Accesos
Vestíbulo Cristo Rey
- Cea Bermúdez, pares - Gaztambide C/ Cea Bermúdez, 64
- Cea Bermúdez, impares - Gaztambide C/ Cea Bermúdez, 55
- Ascensor C/ Cea Bermúdez, 51

Vestíbulo Islas Filipinas
- Cea Bermúdez, pares - Guzmán el Bueno C/ Cea Bermúdez, 50. Para Av. Filipinas
- Cea Bermúdez, impares - Guzmán el Bueno C/ Cea Bermúdez, 43

## Líneas y conexiones

### Metro
| << cabecera                                                  | < estación | línea | estación >      | cabecera >> |
| ------------------------------------------------------------ | ---------- | ----- | --------------- | ----------- |
| Hospital del Henares Cambio de tren en Estadio Metropolitano | Canal      |       | Guzmán el Bueno | Pitis       |

### Autobuses
| Diurnos                                |                                                |                                                      |
| Autobuses con cabecera en Cristo Rey   |                                                |                                                      |
| Línea                                  | Destino                                        | Parada                                               |
| 1                                      | Prosperidad                                    | 4514 CRISTO REY (C/ Isaac Peral frente al N.º 40)    |
| 62                                     | Los Puertos                                    | 4608 CRISTO REY (C/ Isaac Peral-Joaquín María López) |
| 138                                    | San Ignacio                                    | 4608 CRISTO REY (C/ Isaac Peral-Joaquín María López) |
| Autobuses pasantes por Cristo Rey      |                                                |                                                      |
| 44                                     | Marqués de Viana                               | 743 CRISTO REY (C/ Isaac Peral, 42)                  |
| C1                                     | Circular 1                                     | 743 CRISTO REY (C/ Isaac Peral, 42)                  |
| 82                                     | Pitis                                          | 743 CRISTO REY (C/ Isaac Peral, 42)                  |
| 132                                    | Hospital La Paz                                | 743 CRISTO REY (C/ Isaac Peral, 42)                  |
| 44                                     | Callao                                         | 4514 CRISTO REY (C/ Isaac Peral frente al N.º 40)    |
| C2                                     | Circular 2                                     | 4514 CRISTO REY (C/ Isaac Peral frente al N.º 40)    |
| 82                                     | Moncloa                                        | 4514 CRISTO REY (C/ Isaac Peral frente al N.º 40)    |
| 132                                    | Moncloa                                        | 4514 CRISTO REY (C/ Isaac Peral frente al N.º 40)    |
| Autobuses pasantes por Islas Filipinas |                                                |                                                      |
| 2                                      | Manuel Becerra                                 | 189 METRO ISLAS FILIPINAS (C/ Guzmán el Bueno, 99)   |
| 12                                     | Cristo Rey                                     | 801 METRO ISLAS FILIPINAS (Av. Filipinas, 1)         |
| 12                                     | Marqués de Zafra                               | 805 METRO ISLAS FILIPINAS (C/ Cea Bermúdez, 41)      |
| Nocturnos                              |                                                |                                                      |
| Autobuses pasantes por Cristo Rey      |                                                |                                                      |
| Línea                                  | Destino                                        | Parada                                               |
| N21                                    | Arroyo del Fresno                              | 803 CRISTO REY-SAN FRANCISCO DE SALES                |
| N21                                    | Cibeles                                        | 2389 CRISTO REY-SAN FRANCISCO DE SALES               |
| NC1                                    | Circular 1 (> Cuatro Caminos - Manuel Becerra) | 2704 HOSPITAL CLÍNICO                                |
| NC2                                    | Circular 2 (> Pza. España - Atocha)            | 2705 HOSPITAL CLÍNICO                                |